# Roy Eldridge
Roy David Eldridge, soprannominato Little Jazz (Pittsburgh, 30 gennaio 1911 – Valley Stream, 26 febbraio 1989), è stato un trombettista jazz statunitense, legato allo stile swing.
Il suo uso sofisticato dell'armonia, che includeva l'uso di sostituzioni tritonali (flat fifth substitution), lo portò ad essere considerato un trait-de-union fra l'epoca di Louis Armstrong e l'epoca del bebop.
Il potenziale ritmico che imponeva alle sue band fu un distintivo dell'epoca dello swing, al bivio fra il jazz degli albori ed il jazz moderno.
Soprannominato Little Jazz, Eldridge, prima di intraprendere la carriera solista, suonò nelle orchestre di Fletcher Henderson, Gene Krupa ed Artie Shaw oltre che con le orchestre di Benny Goodman e Count Basie, diventando poi co-direttore della band formata con Coleman Hawkins.

## Biografia
Roy apprese i rudimenti della musica dal fratello Joe cominciando a sei anni a suonare la batteria, ma quando Roy iniziò la carriera professionale nel 1927 suonava già la tromba, mostrando l'influenza di Coleman Hawkins. Dopo un breve periodo con Fletcher Henderson, nel 1930 arrivò a New York dove si guadagnò l'attenzione del pubblico suonando in varie band sino al 1939 quando ne creò una sua per vari contratti di registrazione. Ma nonostante questo nel 1941 lo troviamo nella band di Gene Krupa e nel 1944 in quella di Artie Shaw. Sopraffatto in patria dal bebop, insieme a Norman Granz cominciò a suonare all'estero, in particolare in Europa e Giappone riscuotendo buoni successi. 

Negli anni settanta tornò a suonare con una sua band a New York ed insieme con Granz riprese a fare tournée in tutto il mondo fino al 1978, anno del suo ritiro dalle scene musicali.

## Discografia
- The Big Band of Little Jazz (Topaz, 1935-1945) con Dickie Wells, Benny Goodman, Benny Carter, Teddy Wilson, Gene Krupa, John Kirby
- After You've Gone (Decca Records/GRP, 1936-1946)con Ike Quebec, Cecil Payne, Billy Taylor, Sahib Shihab, Wilbur De Paris
- Heckler's Hop (Hep, 1936-1939) con Gene Krupa, Benny Goodman, Helen Ward
- Roy Eldridge 1943-1944 (Classics); 1945-1947 (Classics)
- Nuts (Disques Vogue, 1950) con Zoot Sims, Dick Hyman, Pierre Michelot
- French Cooking (Vogue, 1950-51) con Raymond Fol, Barney Spieler
- Roy and Diz (Verve, 1954) con Dizzy Gillespie, Herb Ellis, Ray Brown, Louie Bellson
- The Nifty Cat (New World) con Budd Johnson, Benny Morton, Nat Pierce
- Oscar Peterson & Roy Eldridge
- Roy Eldridge in Paris (Vogue, 1950/51)
- The Complete Verve Roy Eldridge Studio Sessions by Roy Eldridge (Verve-Kompilation)
- Roy Eldridge and Oscar Peterson (OJC, 1974) Duo-Aufnahmen
- Little Jazz and the Jimmy Ryan All-Stars (Pablo, 1975) con Dick Katz und Major Holley
- Happy Time (Pablo, 1975) con Joe Pass, Oscar Peterson, Ray Brown, Eddie Locke
- R.E./Dizzy Gillespie con the Oscar Peterson Quartet: Jazz Maturity - Where It's Coming From (Pablo, 1975)
- The Trumpet Kings at the Montreux Jazz Festival 1975 (Pablo) con Dizzy Gillespie y Clark Terry
- The Tatum Goup Masterpieces con Art Tatum, John Simmons (Bass) und Alvin Stoller (Drums) 1955, Pablo 1975
- What is All About (OJC, 176) con Milt Jackson, Budd Johnson
- Montreux 1977 (Pablo, OJC, 1977) con Oscar Peterson, Niels Henning Oersted Pederson, Bobby Durham
- Roy Eldridge & Vic Dickenson (Storyville Records, 1978 con Tommy Flanagan